# آرمنیا، سونسوناته
آرمنیا (به اسپانیایی: Armenia) یک منطقهٔ مسکونی در السالوادور است که در بخش سونسوناته واقع شده‌است.